# Szibin al-Kanatir
Szibin al-Kanatir (arab. شبين القناطر) – miasto w Egipcie położone na północ od stolicy kraju, Kairu, w muhafazie Al-Kaljubijja.